# Roy Rosenzweig Center for History and New Media
Roy Rosenzweig Center for History and New Media (RRCHNM) (em português: Centro de História e Novas Mídias Roy Rosenzweig - CHNMRR) anteriormente Center for History and New Media (CHNM) é um instituto de pesquisa na Universidade George Mason, no Condado de Fairfax, Virgínia,  especializado em história e tecnologia da informação. Foi um dos primeiros centros de história digital no mundo, criado por Roy Rosenzweig em 1994, com o objetivo de pesquisar e utilizar Mídia digital em pesquisas históricas, na educação, em ferramentas e fontes digitais, na preservação digital e divulgação científica.  Seu atual diretor é T. Mills Kelly. 

## Preservação Digital

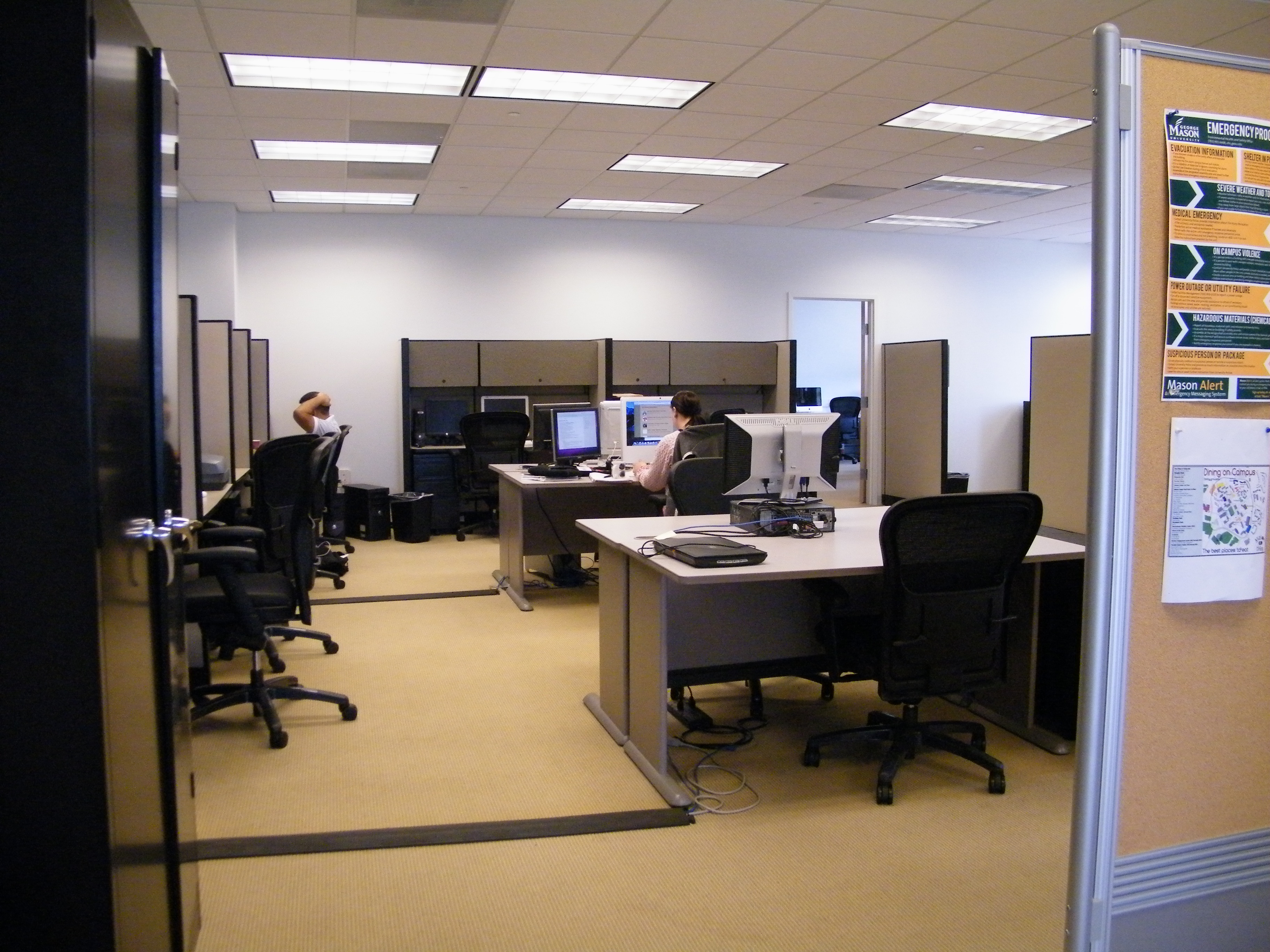
Escritório do Roy Rosenzweig Center for History and New Media

Após os Ataques de 11 de setembro de 2001, em parceria com o American Social History Project (ASHP) da Universidade de Nova Iorque o Centro de História e Novas Mídias organizou o Arquivo Digital sobre o 11 de Setembro, financiado pela Fundação Alfred P. Sloan.  Com o Arquivo Digital sobre o 11 de Setembro (The September 11 Digital Archive), o CHNMRR E O ASHP utilizaram mídias eletrônicas para coletar, preservar e apresentar o passado, a partir de um repositório digital que incluía mais de 150,000 relatos em primeira mão, e-mails, imagens, entre outras fontes digitais. Esta se tornou a primeira grande aquisição digital da Biblioteca do Congresso.    Este projeto serviu de inspiração para a criação do Hurricane Digital Memory Bank (em português: Banco de Memória Digital do Furacão), que coletou histórias e fontes digitais relacionados ao Furacão Katrina, Furacão Rita e Furacão Wilma.     O CHNMRR segue explorando métodos, ferramentas para o arquivamento e preservação de informações, dados e documentos, digitalmente. Um de seus projetos mais novos, o Pandemic Religion, coleta fontes sobre a prática religiosa durante a Pandemia de COVID-19.  

## Recursos Educacionais
O Centro de História e Novas Mídias trabalhou em parceria com o American Social History Project na Universidade de Nova Iorque para desenvolver recursos online direcionado a professores de História dos Estados Unidos, em conjunto com recursos sobre a Revolução Francesa Outros projetos focaram em desenvolver recursos educacionais online sobre História global e um projeto sobre pensamento histórico, em parceria com o Museu Nacional de História Natural (Estados Unidos) da Smithsonian Institution.   Um dos mais novos projetos, em associação como o Museu Nacional da Diplomacia (EUA), envolve a criação de três salas de aula de diplomacia histórica para professores de Ensino Médio. O CHNMRR também está envolvido com divulgação educacional com professores de escolas nos distritos do estado da Virgínia. 
Também foram desenvolvidas bases de dados online e outros recursos para historiadores e professores de história, incluindo uma lista de 1200 departamentos de história pelo mundo, um guia prático para História digital e uma coleção de ensaios sobre história e novas mídias; Outra base de dados online é a Making the History of 1989, que relata a queda do Comunismo no Leste Europeu. Criado em parceria com o German Historical Institute, em Washington, D.C, o projeto sobre 1989 é desenvolvido no software Omeka, criado pelo CHNMRR, e inclui ferramentas para professores e estudantes, que vão desde planos de aula até um arquivo com fontes primárias. 

## Ferramentas de Software

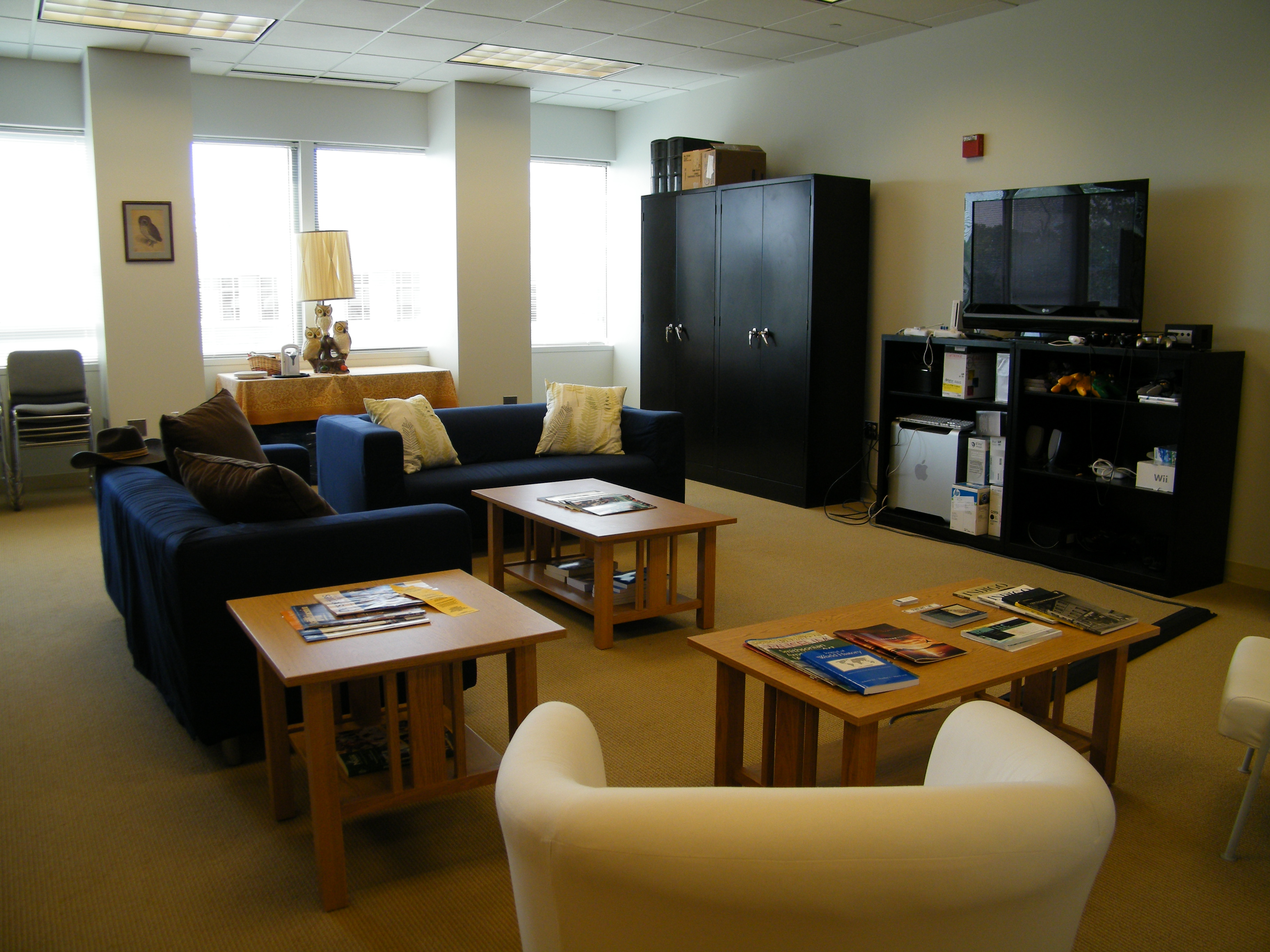
Área comum do CHNMRR

O Centro de História e Novas Mídias é responsável por dois projetos de Software de código aberto: Zotero e Omeka. Zotero é um software gerenciador de referências usado por acadêmicos para ler e citar as referências utilizadas ao longo de um artigo científico. Já o Omeka é um sistema de gerenciamento de conteúdo que usa os metadados do Dublin Core para gerar coleções digitais e publicar exposições digitais. Ambos os projetos são livres, o que vai ao encontro dos objetivos do CNHMRR em democratizar a prática da história. 
Em 2017, com apoio financeiro da Fundação Andrew W. Mellon, o Centro de História e Novas Mídias criou o Tropy, um software organizador de conhecimento aberto e gratuito para Ambiente de desktop que gerencia e descreve fotografias em materiais de pesquisa.  

## Produção Acadêmica
Projetos como o Zotero provêm ferramentas para que historiadores pesquisem e analisem o passado. Uma das principais perguntas sobre as relações entre historiadores e ferramentas digitais é se as novas mídias vão mudar a natureza da produção e publicação acadêmicas. Com o objetivo de encorajar experimentos sobre este assunto, a Americas Quaterly, em parceria com a American Studies Crossroads Pojects e o Centro de História e Novas Mídias organizou um experimento de publicações de hipertextos. 
Outro experimento acadêmico é o chamado Imaging the French Revolution. Numa série de ensaios, sete acadêmicos analisam quarenta e dois imagens de multidões e de violência generalizada durante a Revolução Francesa. Oferecendo diversos exemplos e comentários relevantes em um fórum online, estes mesmos pesquisadores fizeram considerações sobre questões de interpretação, metodologia e o impacto das mídias digitais na pesquisa acadêmica.  Por fim, o Interpreting the Declaration of Independence by Translation é um projeto que discute a recepção da tradução da Declaração da Independência dos Estados Unidos no Japão, México, Rússia, China, Espanha, Polônia, Itália, Alemanha, Espanha e Israel. Além destas reflexões, o site contém traduções de fato da Declaração em diferentes linguagens e "re-traduções" de volta ao inglês para ilustrar os efeitos de como a tradução de documentos históricos importantes tem sido entendida. 

## Divulgação ao Público
O CNHRR também desenvolveu projetos focados em grandes audiências. O Gulag: Many Days, Many Lives é uma exibição online em desenvolvimento colaborativo com o Museu do Gulag, em Perm, na Rússia, que construirá considerações multifacetadas sobre a luta humana por sobrevivência nos Gulags. 

## Troca de Nome
No dia 25 de Abril de 2011, O Centro de História e Novas Mídias recebeu o nome de Roy Rosenzweig, em memória de seu fundador. 